# Deyangan
Deyangan is een bestuurslaag in het regentschap Magelang van de provincie Midden-Java, Indonesië. Deyangan telt 4961 inwoners (volkstelling 2010).